# Anagé (ort)
Anagé är en ort i Brasilien.   Den ligger i kommunen Anagé och delstaten Bahia, i den östra delen av landet, 700 km öster om huvudstaden Brasília. Anagé ligger 378 meter över havet och antalet invånare är 3 758.
Terrängen runt Anagé är kuperad österut, men västerut är den platt. Anagé ligger nere i en dal. Runt Anagé är det glesbefolkat, med 14 invånare per kvadratkilometer.. Det finns inga andra samhällen i närheten.
Omgivningarna runt Anagé är huvudsakligen savann.